# Szentendrei-sziget
Szentendrei-sziget är en ö i Ungern.   Den ligger i provinsen Pest, i den nordvästra delen av landet, 23 km norr om huvudstaden Budapest.